# Margaret Mee
Margaret Ursula Mee (Chesham, 22 de maio de 1909 — Seagreve (Leicestershire), 30 de novembro de 1988) foi uma artista botânica inglesa que se especializou em plantas da Amazônia brasileira.
Estudou arte na "St. Martin's School of Art", no "Centre School of Art" e na "Camberwell School of Art" em Londres, recebendo o diploma de pintura e design em 1950.
Mudou-se para o Brasil com Greville, seu segundo marido, em 1952 para ensinar arte na Escola Britânica de São Paulo (conhecida como Saint Paul's School), tornando-se uma artista de botânica pelo Instituto de Botânica de São Paulo em 1958, explorando a floresta tropical e mais especificamente o estado do Amazonas, a partir de 1964, pintando as plantas que viu e colecionando algumas para posterior ilustração. Criou quatrocentas pranchas de ilustrações em guache, quarenta sketchbooks e quinze diários.
Mee morreu na Inglaterra em 1988, aos 79 anos, em um acidente de automóvel. Em sua honra foi fundada a "Margaret Mee Amazon Trust", organização para educação e para a pesquisa e conservação da flora amazonense, promovendo intercâmbio para estudantes de botânica e ilustradores de plantas brasileiros que desejam estudar no Reino Unido ou conduzir pesquisa de campo no Brasil.
Margaret Mee foi homenageada em 1994 pela Escola de Samba Beija Flor de Nilópolis, cujo enredo era Margareth Mee, a dama das bromélias, assinado pelo então Carnavalesco Milton Cunha.

## Obras
- Bromélia de Santo Jesus
- Bromélias brasileiras
- The Flowering Amazon: Margaret Mee Paintings from the Royal Botanic Gardens
- Flowers of the Amazon
- Flowers of the Brazilian Forests
- Margaret Mee's Amazon: Diaries of an Artist Explorer
- Margaret Mee In Search of Flowers of the Amazon Forests: Diaries of an English Artist Reveal the Beauty of the Vanishing Rainforest
- Margaret Mee: Return to the Amazon
- Margaret Mee's Amazon: Paintings of Plants from Brazilian Amazonia